# Оровил (Калифорнија)
Оровил (енгл. Oroville) град је у америчкој савезној држави Калифорнија. По попису становништва из 2010. у њему је живело 15.546 становника.

## Демографија
Према попису становништва из 2010. у граду је живело 15.546 становника, што је 2.542 (19,5%) становника више него 2000. године.
| Група             | 2000.         | 2010.          |
| Белци             | 9.560 (73,5%) | 10.727 (69,0%) |
| Афроамериканци    | 524 (4,0%)    | 453 (2,9%)     |
| Азијати           | 825 (6,3%)    | 1.238 (8,0%)   |
| Хиспаноамериканци | 1.073 (8,3%)  | 1.945 (12,5%)  |
| Укупно            | 13.004        | 15.546         |